# Xaragall de les Alzines
El Xaragall de les Alzines és un xaragall o torrent del terme municipal de Bigues i Riells, al Vallès Oriental, en el límit dels territoris de Bigues i de Riells del Fai.
Es forma a migdia del Turó del Camp Gran, a l'extrem sud-oriental del Pla del Camp Gran, i al nord dels Saulons d'en Déu, des d'on davalla cap a llevant. Passa a migdia de la Granja de Can Garriga, on hi ha la Font de Can Garriga, després també a migdia de Can Garriga del Solell, deixant a l'esquerra el Turó d'en Xifreda, el Turó d'en Rossic, el Serrat de les Fargues i el Turó de Can Garriga. Quan arriba al nord de la urbanització dels Manantials s'aboca en el torrent de la Torre.
Una zona de 2.8 hectàrees passant per la Font de Can Garriga ha estat declarat zona de protecció vegetal i de lleres. El pont al Xaragall ha estat llistat com a patrimoni immobiliari.